# 鉄道人身障害事故

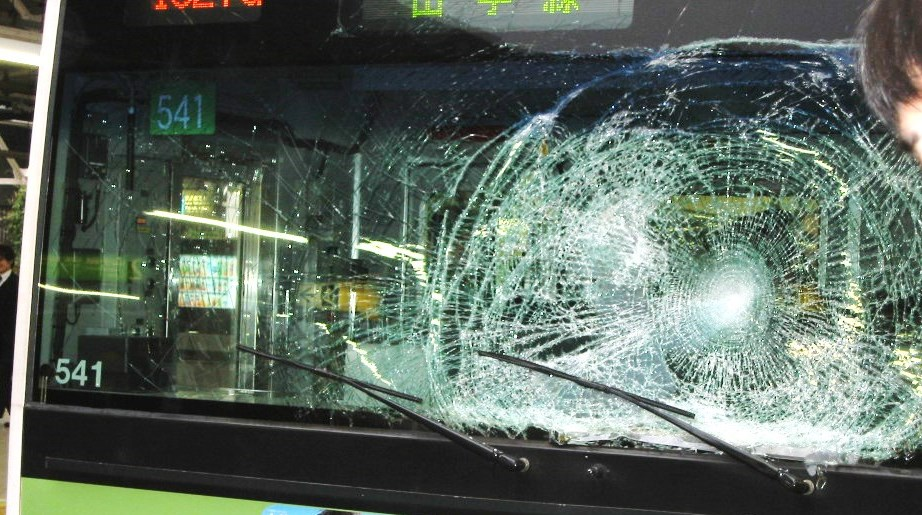
鉄道人身障害事故の発生によってフロントガラスが割れた鉄道車両

鉄道人身障害事故（てつどうじんしんしょうがいじこ, Accidents of railway accidents）とは、鉄道事故等報告規則（昭和62年2月20日運輸省令第8号）で定める列車または鉄道車両の運転により人の死傷を生じた事故を言う。
人の死傷が列車衝突事故、列車脱線事故、列車火災事故、踏切障害事故または道路障害事故による場合には、これらの事故に包含され、鉄道人身障害事故の扱いとはならない。

## 概要
前述のとおり、鉄道事故等報告規則上、人の死傷が列車衝突事故、列車脱線事故、列車火災事故、踏切障害事故または道路障害事故によって発生した場合には、これらの事故に包含され、鉄道人身障害事故の扱いとはならない。
踏切を無理に横断したことによって列車と接触したものは踏切障害事故として扱われる。したがってホームからの転落による怪我およびそれによる列車との接触、酒に酔った旅客や線路に立ち入った人と列車との接触、車両のドアに挟まれたり引きずられたり、車両が破損したり事故や急ブレーキなどで車両が揺れるなどして乗客に怪我を負わせたなどのケースがほとんどである。部品脱落など車両障害の事由により乗客が死傷する事故もあり、これも鉄道人身障害事故に分類される。
一般的に、走行中の列車、車両に何らかの理由で人が接触等し、物理力によって人が死傷する事故であって、踏切以外で発生し、事件性もないものについては、単に人身事故（じんしんじこ）と呼ばれる。本稿においては、特に事由を弁別せず、以下単に鉄道人身障害事故を「人身事故」と記述する。

## 人身事故の発生原因
- ホームからの転落
よろめいたり、酔っ払ったり、他の人にぶつかった勢いでホームから線路上に落ちてしまうもの[11][12]。視覚障害者がホームの端であることに気づかず転落してしまうこともある[13]。また、起立性低血圧や反射性失神等による意識障害やふらつきによる転落もある。
- ホーム上での列車との接触
ホームの端に近づきすぎて走行中の列車に接触するもの。携帯電話の操作に夢中になり、誤って線路下に転落し事故に遭うケースや、ヘッドホンステレオの音量を大音量にしていたために列車が近づく音が聞こえず、接触して事故に遭うケースなどがある。
- 線路内への立ち入り
何らかの理由で意図的に線路に入るもの。転落した人を助けようと飛び降りたり、線路上に落ちた持ち物を取ろうとする、跨線橋を避けて近道しようとするなど[14][15][16][17][18]。
- 列車発車間際の駆け込み乗車
無理に列車に乗ろうとして失敗し、また降車後車両に近接していてドアに挟まれ引きずられるなどのもの。
- 踏切の無理な横断（直前横断など）

遮断機などを強行突破したり、渡りきれなくなって列車と接触してしまうもの[19][20][21]。
- 自殺
自殺のため、飛び込みや列車進入直前の線路への立ち入りをするもの[1][22][23][24][25][26][27][28]。
- 殺人・殺人未遂
列車でひき殺す目的で他者を線路上へ突き落とすもの[29]。死者が出ると殺人事件にもなる[29][30]。
- 保線作業時の見張り不十分
こちらは労働災害になる。
- 列車組成・入換・増解結時の車両との接触や転落
突放された車両（しばしば、連結掛が乗り込みブレーキを操作する）からの転落や、増解結時に連結部で挟まれたり、車両に接触するなど。
こちらも労働災害になる。
- 列車からの転落
走行中の列車から、無理な飛び降り降車をする、手動扉を誤ってもしくは故意に開ける、車外にぶら下がる・屋根に登る・窓から身を乗り出すなどの危険行為によるもの。日本では、客用の手動扉をもつ客車は、動態保存車を除いて大半がすでに廃車となっており、乗客の事故例は少ないが、新興国の鉄道では未だにみられる。特に発展途上国では屋根上に乗るという行為がまま見られ、それにより架線とふれて感電、または走行中に転落し、死傷することがある。
- 車両障害によるもの
車両本体や設備自体の物損、またはドアなど保安設備の故障、損壊、破壊等によるもの[31][32][33]。部品脱落などもこれにあたる[34]。他車との衝突、脱線、火災、踏切障害、道路障害で無い場合、鉄道人身障害事故に分類される。

## 人身事故の防止策

### 駅構内での対策

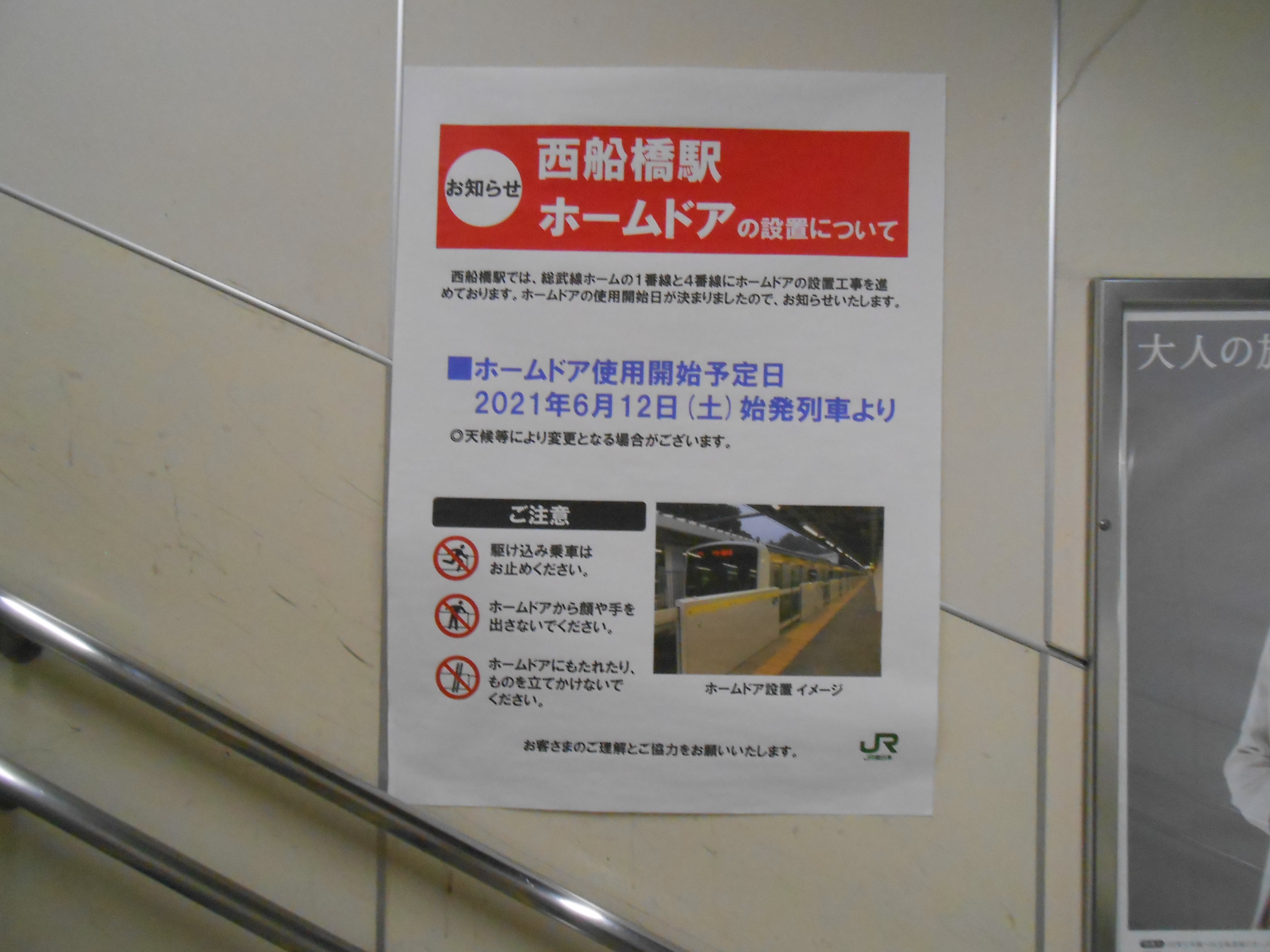
JR総武線（各駅停車）西船橋駅でのホームドア稼働を告げるチラシ。

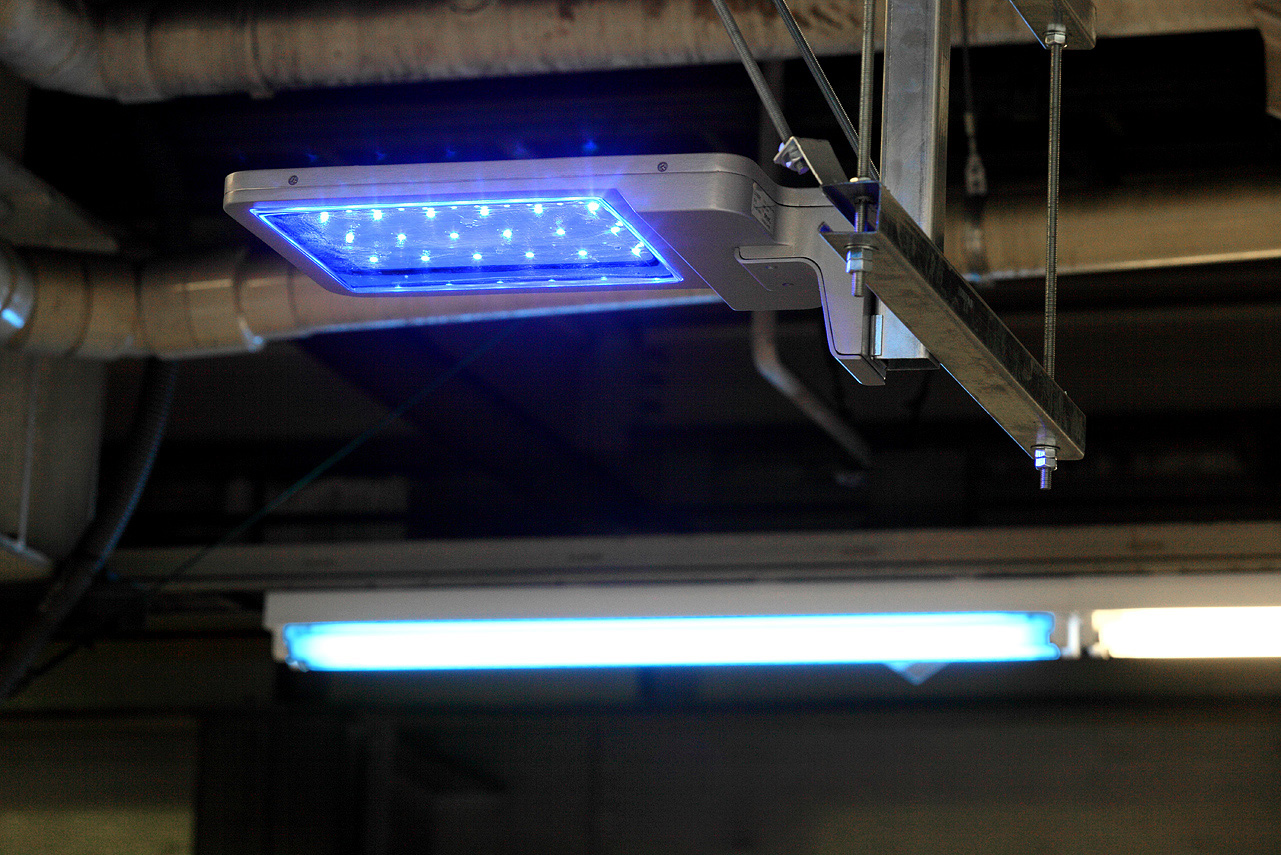
JR東日本がプラットホームに設置している青色光を放つ2種類（LED照明と蛍光灯）の自殺防止灯

- ホーム上には視覚障害者用の誘導ブロックが設置されている。
- ホームドア設置が有用とされる[35][36]。
- ホームドアの類似例としてワンマン運転を行っている路線では柵と光センサー式のホームセンサーを設置していることがある。
  - ホームドアが設置困難な路線・駅では対策として警備員の増員や後部確認用の鏡の設置が行われた。
- 緊急時に客が職員に通報するための非常停止ボタンが設置されている。また、ホームから人が転落したことを検出する、転落検出マットも小田急電鉄などで設置が進められている。
- カーブ上の駅では、乗降時に乗客が車両とホームの隙間に転落しないよう、照明、案内放送を行うほか、櫛状のゴム板を設置して隙間を塞ぐなどの対策も行われている。
- JRや私鉄のホーム両端に「青色の照明」が設置してあるが、これは「人の精神（気持ち）を落ち着かせる」と言われている[36]。
- 「自分をみつめる」とのことから、乗客から見えやすい場所に鏡を設置してある例もある。
- 人の精神（気持ち）を落ち着かせるために猫などの動物の癒しの動画などを流す処置をとる例もある。新小岩駅で採用されている。
- ロンドン地下鉄の駅構内ではレールを高くかさ上げして、ホームからの転落者が列車に当たらないようにする措置がとられている。
- インドネシアのKRLジャボタベックでは、屋根上に乗客が上がることを阻止するため、屋根上の乗客にペンキをかける装置を駅等に設置している。
- JR西日本では酔客がベンチから立ち上がって直進し、そのままホームから軌道に転落する事例が多いことから、ベンチを軌道と直交する向きに移設する試みが新大阪駅等で行われた[37][38]。のちに一定の効果を確認できたため、同社管内の各駅でベンチ移設を順次実施している。

### 本線上での対策

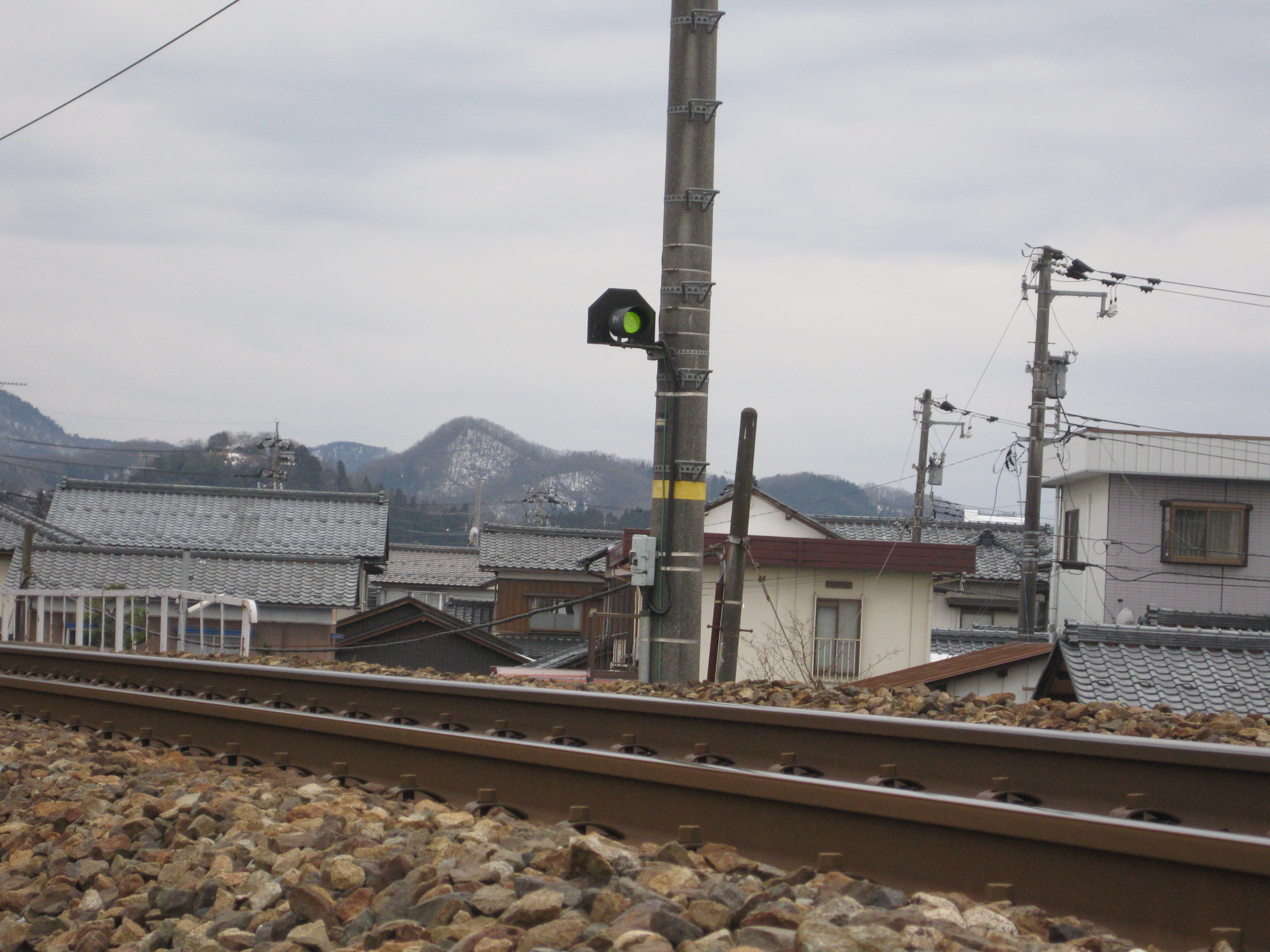
列車接近警報装置の例

- 路線の高架化や地下化等による連続立体交差化。人身障害事故のほか、踏切障害事故等の予防対策としても施行される。
- 踏切への踏切障害物検知装置や非常ボタンの設置。
- 事故発生時の列車防護徹底による二次災害の予防対策。
- カーブに入る（カーブから出る）見通しの悪い踏切に「青色の照明」を設置。青色の照明は「人の精神（気持ち）」を落ち着かせるといわれている[36]。
- 保線作業時の事故を防ぐため、持ち運び型のATS地上子や列車接近警報装置の導入[39]。

### 車両における対策
- 車両の前面などに、目立つ配色や模様を採用し、被視認性を向上させる。日本では特に豪雪地帯で多く用いられた。このような配色を警戒色と呼び、北海道等の蒸気機関車における煙室扉のトラ模様や、可部線での72系電車（黄緑とオレンジで、コンテナ電車と称されることがあった）、新潟地区での70系電車（赤色と黄色の金太郎塗り分け）などの例がみられる。
- 警笛の励行、灯火の増設、昼間点灯。
- 自動扉の設置。日本の電車・気動車では早期に自動扉が普及したが、客車では戦後も長く旧型客車が残存した。20系客車では、車掌の操作で客用扉の一斉施錠が可能となった。また、12系客車では客車として初めて自動扉が実用化された。なお、JRグループでの定期列車における旧型客車は、1990年の和田岬線を最後に全廃された。
- 連結部の転落防止幌設置。
- 通勤車両のドアは、中央線乗客転落事故を契機に強化された。
- 視覚障害者に注意喚起するために先頭車に転落防止放送装置を設けている車両もあり、併結運転時に停車駅で注意放送が流れる。

### 宣伝・啓発活動
- CMや広告で注意を促す。

PTAが設置した注意喚起の看板（津軽大沢駅前）

- 「踏切事故0運動」のような啓発キャンペーンの実施[40]。
- 駅構内および沿線でのポスター、看板、幟などの掲出や啓発活動、チラシ・グッズの配布[41]。

### 主な人身事故とその対策

#### プラットホーム上の事故と対策

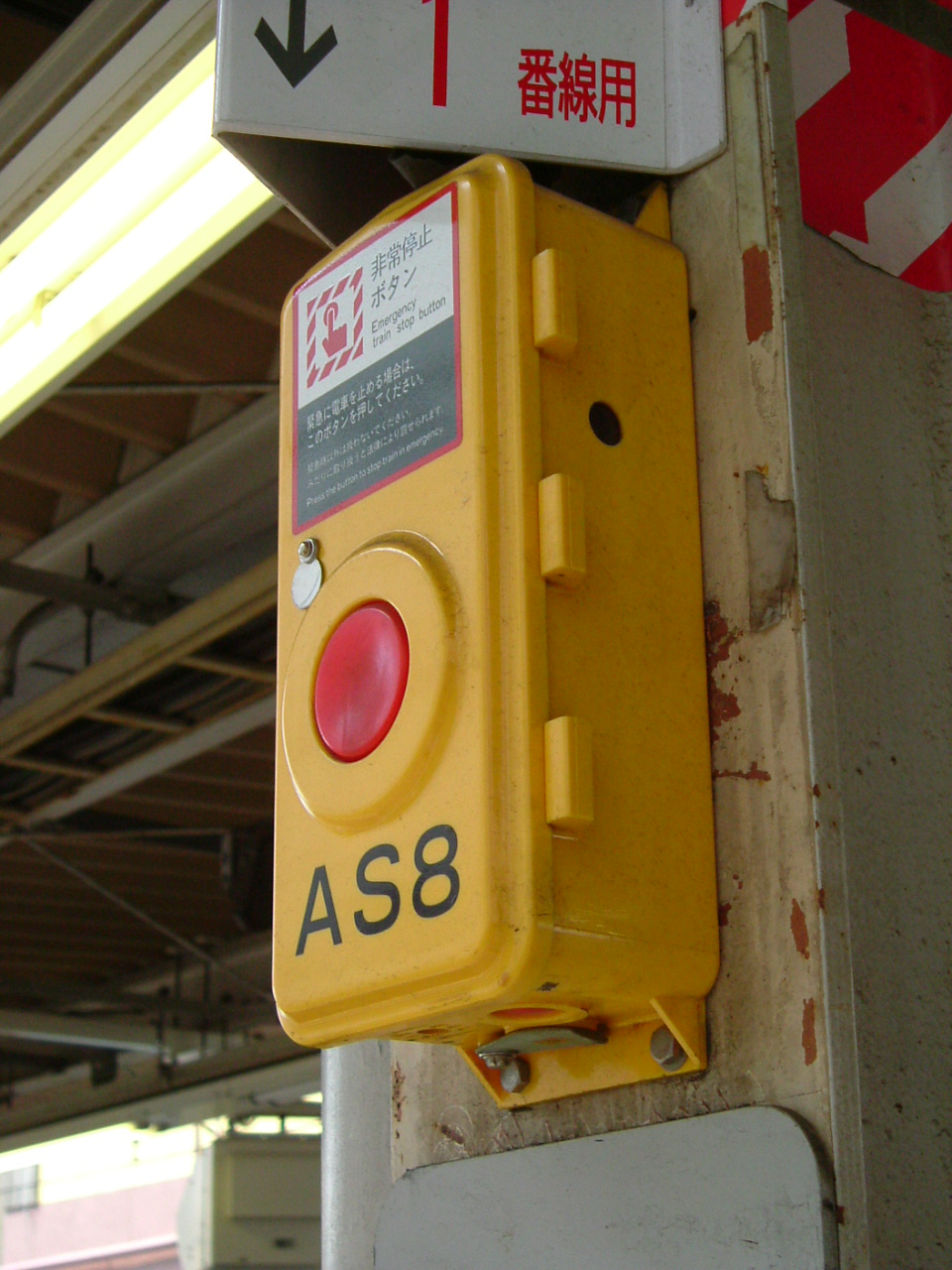
列車非常停止ボタンの設置例（JR東日本）

- 2001年1月26日に山手線新大久保駅で発生した新大久保駅乗客転落事故では、泥酔した利用客が転落したのを目撃した二人の男性が即座に救出作業にあたったが3人とも列車に轢かれて死亡したことが大々的に報道され、その際プラットホームから転落した場合に身を守る逃げ場が無かったり、目撃しても鉄道職員に即座に通報できない仕組みであったことから、プラットホーム上の安全対策の不備が再認識され、安全対策を求める社会的関心を呼んだ[42][43][44][45]。このため、国土交通省や鉄道事業者が協力して、プラットホームを削り退避空間を設け、鉄道の運行を止める非常停止ボタンが整備された[46][47]。
- 国土交通省は、泥酔状態の客の転落などが増えてきているため、2010年 - 2011年の年末年始に首都圏の鉄道事業者とともに「プラットホーム事故ゼロ運動」を実施した。- 首都圏事故対策会議
- 他人に突き落とされ転落する事故も発生している。2005年9月6日には西武新宿線入曽駅で列車を待っていた70代の男性が40代の女に突き落とされ、2008年3月25日にJR西日本岡山駅で同様に列車を待っていた30代男性を19歳少年が線路に突き落とした岡山駅突き落とし事件、それぞれ被害者本人は意図しないまま転落させられ死亡している[29][48][30]。
- 2011年1月16日には、ブラインドテニスを考案し普及に貢献した人物が山手線目白駅で転落して死亡した[49]。社会に影響を与えた人であったためテレビや新聞などで報道され、視覚障害者にとってプラットホームは危険であることが大々的に報道され、社会的に認知された[49]。これを受けて、同月24日、視覚障害者団体関係者がJR東日本の本社を訪れて、全国35の団体の連名で要望書を提出し、電車とホームの間を仕切る「ホームドア」の設置や、駅員をホームに必ず配置して安全確認を徹底するなど、早急な対策を取るよう求めた[50]。この際、「全盲者3人に2人は（転落を）経験」しているという調査データを示し[50]、関係者の1人は視覚障害者にとってプラットホームは欄干の無い橋であると表現している[51]。JR東日本は、視覚障害者用の誘導ブロックを新型に取り換えることを発表した。
- かつての新幹線車両では、ドアが気密対策のため圧着される構造となっていたが、新幹線初の旅客死亡事故となった三島駅乗客転落事故を契機に、発車後一定速度までは圧着しないよう改良がなされた。

#### 本線上における事故
- 2002年11月6日には、東海道本線塚本駅と尼崎駅で別の人身事故を救助していた救急隊員2名が、鉄道会社のずさんな運行管理体制が原因で後続の列車にはねられ1名が死亡、1名が重傷となった事故が発生している（東海道線救急隊員死傷事故）。なお、この事故を起こしたJR西日本は、2006年にも保線作業員の死傷事故を引き起こしている。この事故を受けて、JR西日本は、保線作業時の事故を防ぐため、持ち運び型のATS地上子や列車接近警報装置の導入するなどの安全対策に力をいれている[39]。

##### 開かずの踏切

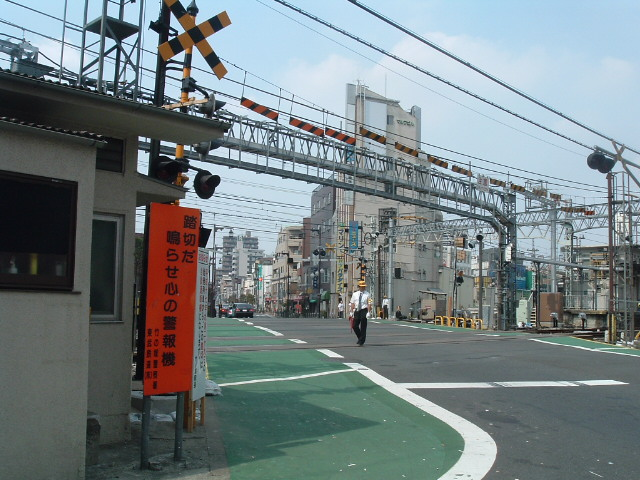
自動化前の南側の踏切（大踏切）
（2005年9月19日）

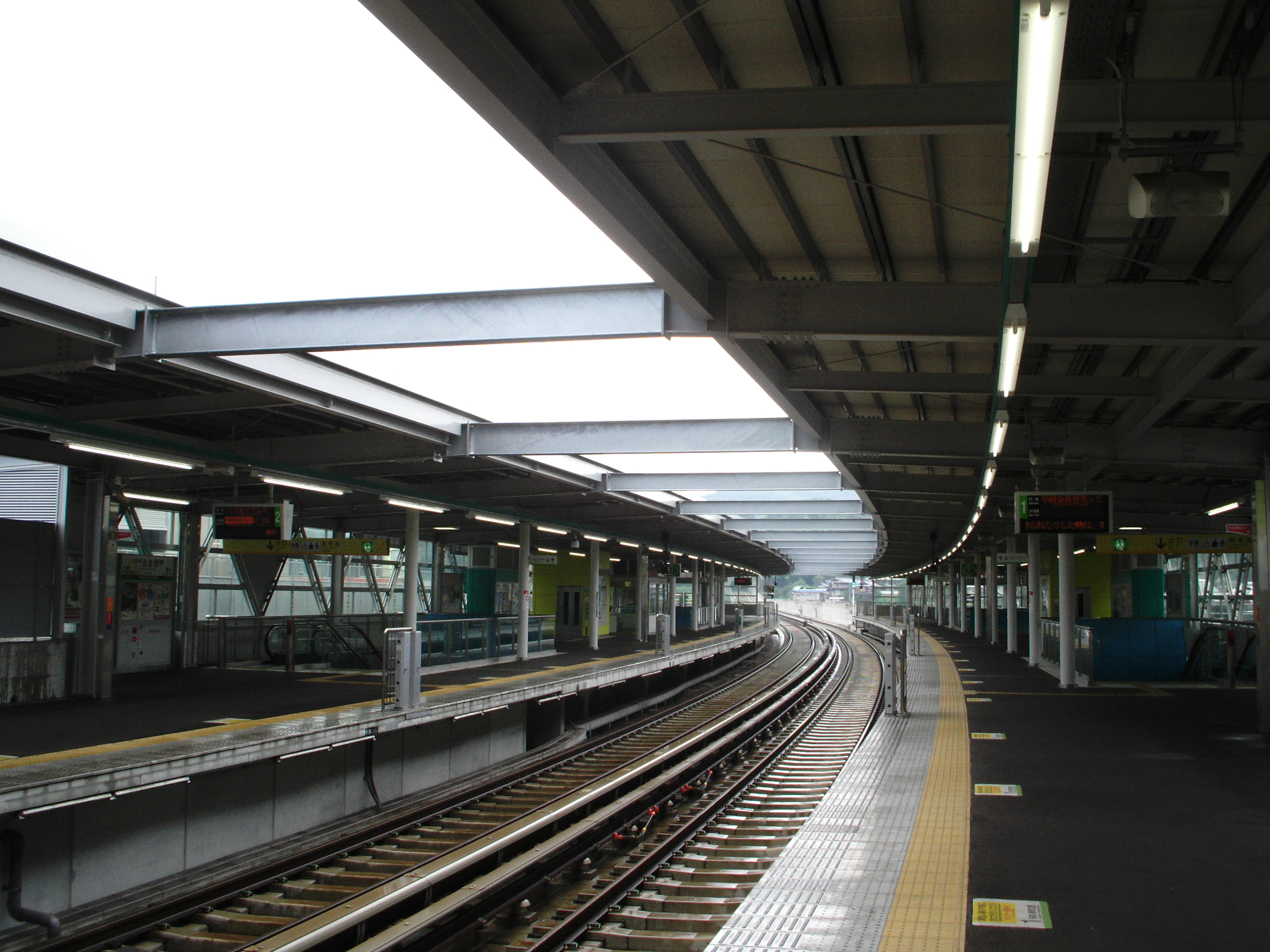
退避スペースとホームセンサーを設置したホーム（近鉄学研北生駒駅）

- 2005年3月15日には、東武伊勢崎線竹ノ塚駅南側の手動式踏切（いわゆる「開かずの踏切」のため手動式にしていた）にて、誤って遮断機を上げてしまい女性4名が列車にはねられ2名が死亡し2名が負傷した[52][53][54]。踏切の閉鎖が長いため悪質な者は詰め所のドアを蹴ったり、警手に対して罵声を浴びせていたため、精神的圧迫を感じていた警手らは「一人でも多くの待ち時間を減らしたい」と考え、焦って踏切に駆け込んできた通行人に対して、違法であることを知りつつロックの解除を行った[52][53][55][56][54]。（日本の鉄道事故 (2000年以降)#東武伊勢崎線竹ノ塚駅踏切死傷事故）このため、踏切は自動化に戻され、車両基地の関係で高架化ができなかった竹ノ塚駅付近の連続立体交差化が決まった（東武伊勢崎線竹ノ塚駅付近連続立体交差事業）。
- 2006年7月、東武東上線の池袋駅と北池袋駅間および埼京線の池袋駅と板橋駅間の開かずの踏切で東上線の池袋発志木行き下り普通列車に親子がはねられ、母親は死亡し子供は重傷を負った。この親子は遮断機が下りていた踏切をくぐった男性に続いて踏切内に進入した模様。この踏切は以前から遮断機が下りている状態での歩行者の横断が目立っていて、2001年（平成13年）にも男性が埼京線の列車にはねられる死亡事故が起きていることも明らかになっている。また、事故当日は併走する埼京線のダイヤが乱れ、70 - 80分間も踏切が開かない時間があった。
- 2007年2月6日には、東武東上線ときわ台駅構内で、女が自殺しようとしていると地域住民からの通報を受け、命がけで保護しようとしていた警視庁板橋警察署常盤台交番の50代の警察官が跳ねられ殉職した（東武東上線ときわ台駅構内死傷事故）[57]。警察官は「止まってくれ、止まってくれ」と手を振って合図をしたが、事故を起こした列車は当駅を通過する急行列車でスピードが高く、緊急停止が間に合わなかった[57]。同警察官は轢かれる前に身を挺して、女をプラットホーム下の退避スペースに押し込んだため、女は重傷を負ったものの救助された[57]。また、この警察官は、交番から見える位置にあって交通量も多い「開かずの踏切」である現場付近の踏切に普段から気をかけ、一時停止をしない車を走って追いかけて取り締まったり、遮断が始まっても高齢者が残されていた場合に駆けつけるなどしていたため、そのような地道な姿と人柄を見ていた地域住民が同警察官が意識不明であった時から交番に集まって（事故当時は他の事件に出動していた）同僚を励まし、千羽鶴や見舞い品が山のように集まった[58][59]。殉職後には同情した地域住民や全国から募金が集まり、常盤台交番付近に記念碑「誠の碑」が立てられた[60]。なお、同駅のプラットホーム上には非常通報装置を押す駅員もおらず、踏切内に設置された列車に危険を知らせるセンサーも人を感知するタイプのものではなかった[61]。

### ホームドアの整備促進等に関する検討会

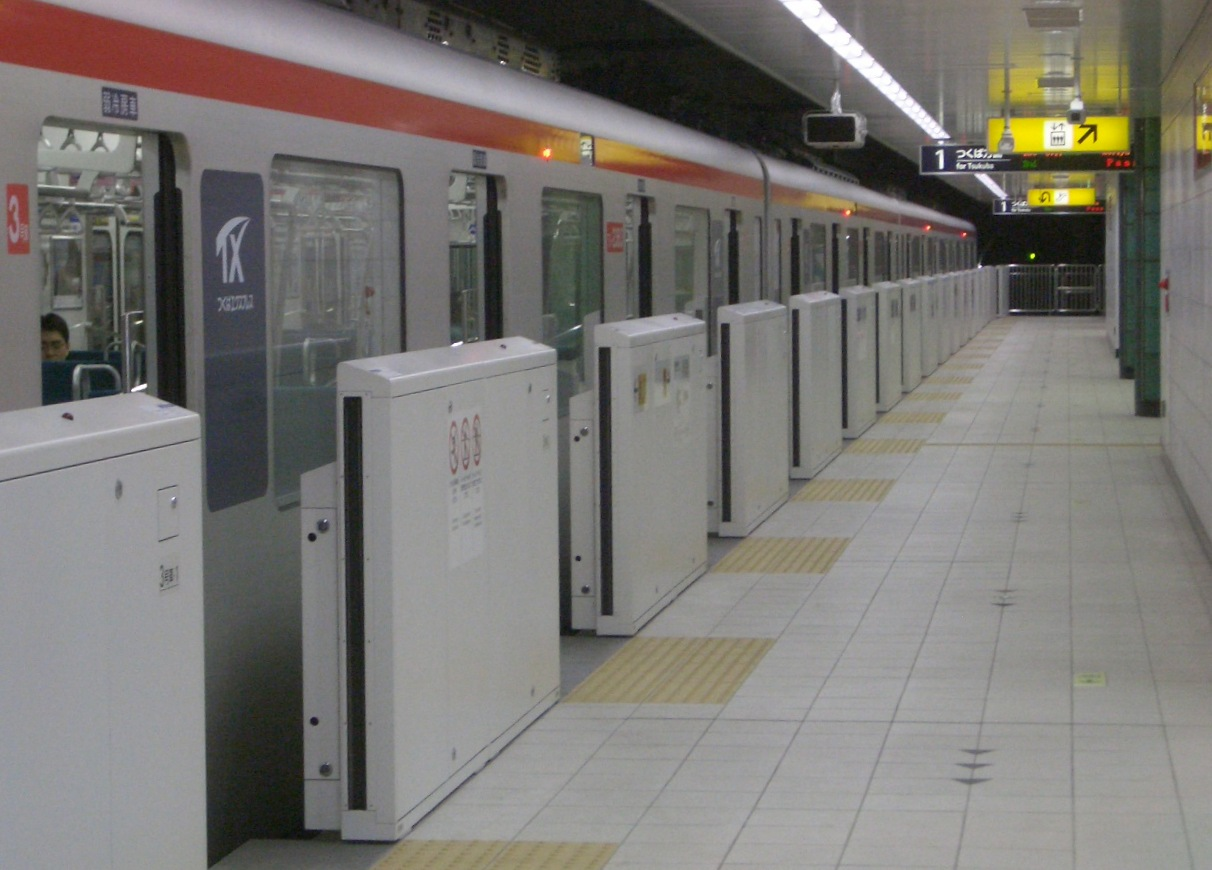
青井駅の可動式ホーム柵

目白駅転落事故の発生後、2011年1月25日に国土交通省が鉄道事業者へホームドアの整備計画の提出を求め、その結果が2月8日に公表された。結果としては、205の全鉄道事業者のうち、2011年度以降に整備を予定していたのは、JR各社や大手私鉄など14社の計24路線285駅だけだった。なお、2005年12月に高齢者、身体障害者等が円滑に利用できる特定建築物の建築の促進に関する法律（ハートビル法）と高齢者、身体障害者等の公共交通機関を利用した移動の円滑化の促進に関する法律（交通バリアフリー法）が統合された高齢者、障害者等の移動等の円滑化の促進に関する法律（バリアフリー新法）の 公共交通移動等円滑化基準 には、「プラットホームにホームドア、可動式ホームさく、点状ブロックその他視覚障害者の転落を防止するための設備を設けること。車両の乗降口が一定している等一定の要件に該当するプラットホームでは、ホームドア又は可動式ホーム柵を設置すること。」と努力義務が課されている。一定の要件として、高齢者、障害者等の移動等の円滑化の促進に関する法律施行令 には、 当該旅客施設の1日当たりの平均的な利用者の人数が5,000人以上である場合又は5,000人以上であると見込まれる場合とあげられている。
これを受けて、国土交通省はホームドアの整備促進等に関する検討会を開催することを決めた。2011年2月9日に鉄道事業者15社（JR北海道、JR東日本、JR東海、東武、西武、京成、京王、小田急、東急、京急、相鉄、東京メトロ、仙台市営、東京都営、横浜市営）を集めて、第1回の検討会を開催することを発表した。この検討会では、整備促進策や設置が困難な場合の代替策について議論を開始、同年8月10日に中間とりまとめをしている。
2011年2月10日に当時の国土交通大臣・大畠章宏は大臣会見要旨として、駅のホームからの転落事故があとを絶たないことを踏まえた現状から全国の鉄道事業者に対してホームドアの設置を促すための設置基準を決める方針を示した。